# Petrichus corticinus
Petrichus corticinus es una especie de araña del género Petrichus, familia Philodromidae. Fue descrita científicamente por Mello-Leitão en 1944.

## Distribución
Esta especie se encuentra en Argentina.